# براين بلوم
براين بلوم (بالإنجليزية: Brian Bloom)‏ مواليد 30 يونيو 1970 في الولايات المتحدة، هو ممثل وكاتب سيناريو أمريكي بدأ مسيرته الفنية سنة 1983.

## الأعمال
- حدث ذات مرة في أمريكا
- فريق النخبة
- أز ذا وورلد تيرنز
- الجميلة والوحش
- ماتلوك
- إمبتي نيست
- ملروس بليس
- ممسوس بملاك
- المربية
- سي اس آي: التحقيق في موقع الجريمة
- المنتقمون: أقوى أعداء الأرض

## روابط خارجية
- براين بلوم على موقع IMDb (الإنجليزية)
- براين بلوم على موقع ألو سيني (الفرنسية)
- براين بلوم على موقع أول موفي (الإنجليزية)
- براين بلوم على موقع قاعدة بيانات الأفلام السويدية (السويدية)
- براين بلوم على موقع إن إن دي بي (الإنجليزية)
- براين بلوم على موقع قاعدة بيانات الفيلم (الإنجليزية)
- براين بلوم على موقع كينوبويسك (الروسية)